# Bisdom Tenkodogo
Het bisdom Tenkodogo (Latijn: Dioecesis Tenkodogoënsis) is een rooms-katholiek bisdom met als zetel Tenkodogo in Burkina Faso. Het is een suffragaan bisdom van het aartsbisdom Koupéla. Het bisdom werd opgericht in 2012.
In 2020 telde het aartsbisdom 10 parochies. Het bisdom heeft een oppervlakte van ongeveer 10.047 km². Het bisdom telde in 2020 1.027.000 inwoners waarvan 15,6% rooms-katholiek was.

## Bisschoppen
- Prosper Kontiebo, M.I. (2012-)